# Antonio Amaya
Antonio Amaya Carazo (Madrid, 31 maggio 1983) è un ex calciatore spagnolo, di ruolo difensore.

## Biografia
Nasce nel quartiere di Madrid San Cristóbal. Ha un fratello maggiore, Ivan, anch'egli calciatore, che milita nel San Sebastián de los Reyes in Segunda División B.

## Carriera
Comincia a giocare proprio nella squadra del suo quartiere, il San Cristóbal de los Ángeles, ma viene acquistato dal Rayo Vallecano nel 2002. Ceduto in prestito al San Sebastián de los Reyes per sei mesi ne 2004, torna nei franjirrojos nei quali gioca oltre 100 partite in campionato per cinque stagioni.
Dopodiché si trasferisce in Inghilterra, più precisamente al Wigan, in Premier League, dove firma un triennale. Al suo debutto, avvenuto nella Coppa di Lega, segna di testa il gol della bandiera al 94º, fissando il punteggio sul 4–1. Non trovando però lo spazio necessario, come dimostrano le zero presenze in campionato (tre in totale, tutte nelle coppe nazionali), si trasferisce nuovamente al Rayo con la formula del prestito. Qui contribuisce al ritorno in Liga del club madrileno.
Al ritorno dal prestito viene però ceduto al Betis Siviglia dove firma un altro triennale. Debutta nella massima serie spagnola con la maglia del Betis nella stagione 2011-2012. Con i verdiblancos colleziona 77 presenze in tre stagioni (comprese sei in Europa League) e realizza tre gol.
Dopo aver lasciato scadere il suo contratto con il Betis, nel giugno 2014 torna a far parte della rosa del Rayo Vallecano firmando un biennale. Per la prima volta gioca con i madrileni in Primera División.

## Statistiche

### Presenze e reti nei club
| Stagione              | Squadra                    | Campionato            | Campionato | Campionato | Coppe nazionali | Coppe nazionali | Coppe nazionali | Coppe continentali | Coppe continentali | Coppe continentali | Altre coppe | Altre coppe | Altre coppe | Totale | Totale |
| Stagione              | Squadra                    | Comp                  | Pres       | Reti       | Comp            | Pres            | Reti            | Comp               | Pres               | Reti               | Comp        | Pres        | Reti        | Pres   | Reti   |
| --------------------- | -------------------------- | --------------------- | ---------- | ---------- | --------------- | --------------- | --------------- | ------------------ | ------------------ | ------------------ | ----------- | ----------- | ----------- | ------ | ------ |
| gen.-giu. 2004        | San Sebastián de los Reyes | SDB                   | 15         | 0          | CR              | 0               | 0               |                    | -                  | -                  |             | -           | -           | 15     | 0      |
| 2004-2005             | Rayo Vallecano             | SDB                   | 22+0       | 0          | CR              | 1               | 0               |                    | -                  | -                  |             | -           | -           | 23     | 0      |
| 2005-2006             | Rayo Vallecano             | SDB                   | 22         | 0          | CR              | 3               | 0               |                    | -                  | -                  |             | -           | -           | 25     | 0      |
| 2006-2007             | Rayo Vallecano             | SDB                   | 29+3       | 1+0        | CR              | 7               | 0               |                    | -                  | -                  |             | -           | -           | 39     | 1      |
| 2007-2008             | Rayo Vallecano             | SDB                   | 26+4       | 2+1        | CR              | 2               | 0               |                    | -                  | -                  |             | -           | -           | 32     | 3      |
| 2008-2009             | Rayo Vallecano             | SD                    | 18         | 1          | CR              | 0               | 0               |                    | -                  | -                  |             | -           | -           | 18     | 1      |
| 2009-2010             | Wigan                      | PL                    | 0          | 0          | FACup+CdL       | 2+1             | 0+1             |                    | -                  | -                  |             | -           | -           | 3      | 1      |
| 2010-2011             | Rayo Vallecano             | SD                    | 28         | 0          | CR              | 0               | 0               |                    | -                  | -                  |             | -           | -           | 28     | 0      |
| 2011-2012             | Betis Siviglia             | PD                    | 12         | 0          | CR              | 2               | 0               |                    | -                  | -                  |             | -           | -           | 14     | 0      |
| 2012-2013             | Betis Siviglia             | PD                    | 28         | 0          | CR              | 3               | 1               |                    | -                  | -                  |             | -           | -           | 31     | 1      |
| 2013-2014             | Betis Siviglia             | PD                    | 24         | 1          | CR              | 2               | 1               | UEL                | 6                  | 0                  |             | -           | -           | 32     | 2      |
| Totale Betis          | Totale Betis               | Totale Betis          | 64         | 1          |                 | 7               | 2               |                    | 6                  | 0                  |             | -           | -           | 77     | 3      |
| 2014-2015             | Rayo Vallecano             | PD                    | 22         | 1          | CR              | -               | -               |                    | -                  | -                  |             | -           | -           | 22     | 1      |
| Totale Rayo Vallecano | Totale Rayo Vallecano      | Totale Rayo Vallecano | 167+7      | 5+1        |                 | 13              | 0               |                    | -                  | -                  |             | -           | -           | 187    | 6      |
| Totale carriera       | Totale carriera            | Totale carriera       | 253        | 7          |                 | 23              | 3               |                    | 6                  | 0                  |             | -           | -           | 282    | 10     |